# Nati nel 1976/Dicembre
| Questa pagina contiene informazioni ricavate automaticamente dalle voci biografiche con l'ausilio del template Bio e di un bot. L'aggiornamento è periodico e automatico e ricostruisce completamente la pagina. Se manca una persona in questa lista, sei pregato di non aggiungerla, ma accertati piuttosto che la sua voce biografica contenga il template Bio e che i dati anagrafici siano correttamente compilati. Se il template Bio manca, inseriscilo tu stesso o, in alternativa, metti l'avviso {{tmp\|Bio}} che ne segnala la mancanza. Se i dati riportati sono sbagliati, correggi direttamente la voce biografica; le modifiche saranno visibili in questa lista entro pochi giorni. Per chiarimenti vedi il progetto biografie. La lista contiene solo le 313 persone che sono citate nell'enciclopedia e per le quali è stato implementato correttamente il template Bio. Pagina aggiornata al 18 ago 2025. |

- 1º dicembre - Tomasz Adamek, pugile polacco
- 1º dicembre - Michael Esper, attore statunitense
- 1º dicembre - Simon Henzler, allenatore di calcio e ex calciatore tedesco
- 1º dicembre - Agnete Kjølsrud, cantante norvegese
- 1º dicembre - David Nielsen, allenatore di calcio e ex calciatore danese
- 1º dicembre - Dean O'Gorman, attore e fotografo neozelandese
- 1º dicembre - Mobi Oparaku, ex calciatore nigeriano
- 1º dicembre - Emanuele Pesaresi, allenatore di calcio e ex calciatore italiano
- 1º dicembre - Matthew Shepard, statunitense († 1998)
- 1º dicembre - Aidyn Smağulov, judoka kirghiso
- 1º dicembre - Mike Worsley, ex rugbista a 15 inglese
- 2 dicembre - Michael Abdow, chitarrista statunitense
- 2 dicembre - Remah Abou Zeid, ex giocatore di calcio a 5 egiziano
- 2 dicembre - Kim Deinoff, ex calciatore norvegese
- 2 dicembre - Smail Diss, ex calciatore algerino
- 2 dicembre - Erik Everhard, attore pornografico canadese
- 2 dicembre - Masafumi Gotō, cantante, chitarrista e compositore giapponese
- 2 dicembre - Lato, disc jockey e beatmaker italiano
- 2 dicembre - Heiko Meyer, tuffatore tedesco
- 2 dicembre - Christian Solinas, politico italiano
- 2 dicembre - Rodrigo Teixeira, produttore cinematografico brasiliano
- 3 dicembre - Adeyto, artista, attrice e regista francese
- 3 dicembre - Anna Billò, giornalista, conduttrice televisiva e attrice italiana
- 3 dicembre - Richard Cawthorne, attore australiano
- 3 dicembre - Silvia Fontana, ex pattinatrice artistica su ghiaccio italiana
- 3 dicembre - Byron Kelleher, ex rugbista a 15 neozelandese
- 3 dicembre - Nyedzi Kpokpoya, cestista francese († 2024)
- 3 dicembre - Tomotaka Okamoto, controtenore giapponese
- 3 dicembre - Gerardo Vallejo, ex calciatore colombiano
- 4 dicembre - Federica Cerretti, ex cestista italiana
- 4 dicembre - Daniele Coro, compositore, paroliere e produttore discografico italiano
- 4 dicembre - Massimiliano Eroli, ex nuotatore italiano
- 4 dicembre - Riccardo Gaucci, dirigente sportivo e ex giocatore di calcio a 5 italiano
- 4 dicembre - Andi-Gabriel Grosaru, avvocato e politico romeno
- 4 dicembre - Kristina Groves, ex pattinatrice di velocità su ghiaccio canadese
- 4 dicembre - Igli Hasani, diplomatico e politico albanese
- 4 dicembre - Greg Landsman, politico statunitense
- 4 dicembre - Betty Lennox, ex cestista statunitense
- 4 dicembre - Luís Loureiro, allenatore di calcio e ex calciatore portoghese
- 4 dicembre - Paul Miner, musicista, bassista e produttore discografico statunitense
- 4 dicembre - Mbo Mpenza, dirigente sportivo e ex calciatore belga
- 4 dicembre - Phil Murphy, ex rugbista a 15 canadese
- 4 dicembre - Dave Thomas, ex cestista e dirigente sportivo canadese
- 4 dicembre - Joshua Waitzkin, scacchista e artista marziale statunitense
- 5 dicembre - Amy Acker, attrice statunitense
- 5 dicembre - Sultan Rashed, ex calciatore emiratino
- 5 dicembre - Rafinha Bastos, comico e attore brasiliano
- 5 dicembre - Ludovic Clément, ex calciatore francese
- 5 dicembre - Xavier Garbajosa, ex rugbista a 15 e allenatore di rugby a 15 francese
- 5 dicembre - Norishige Kanai, astronauta e medico giapponese
- 5 dicembre - Rachel Komisarz, ex nuotatrice statunitense
- 5 dicembre - Athiel Mbaha, ex calciatore namibiano
- 5 dicembre - Alisa Mizuki, attrice, cantante e modella giapponese
- 5 dicembre - Daniel Pereira, ex calciatore argentino
- 5 dicembre - Jérôme Weibel, schermidore francese
- 5 dicembre - Trent Whiting, ex cestista statunitense
- 5 dicembre - Shaun Williams, lottatore sudafricano
- 6 dicembre - Dmitrij Ajbušev, schermidore russo
- 6 dicembre - Cristian Busato, allenatore di calcio a 5 e ex giocatore di calcio a 5 italiano
- 6 dicembre - Ionel Dănciulescu, allenatore di calcio e ex calciatore rumeno
- 6 dicembre - Dennis Fantina, cantautore, conduttore radiofonico e personaggio televisivo italiano
- 6 dicembre - Mike Green, ex giocatore di football americano statunitense
- 6 dicembre - Alicia Machado, modella e attrice venezuelana
- 6 dicembre - Paolo Meneguzzi, cantante svizzero
- 6 dicembre - José María Núñez Piossek, ex rugbista a 15 e imprenditore argentino
- 6 dicembre - Paola Paggi, ex pallavolista italiana
- 6 dicembre - Marko Pešić, ex cestista e dirigente sportivo serbo
- 6 dicembre - Lindsay Price, attrice statunitense
- 6 dicembre - William John Sullivan, programmatore e hacker statunitense
- 6 dicembre - Paora Winitana, ex cestista neozelandese
- 7 dicembre - Giovanna Aldegani, ex arciera italiana
- 7 dicembre - Dave Bruylandts, ex ciclista su strada belga
- 7 dicembre - Mark Duplass, attore, sceneggiatore e regista statunitense
- 7 dicembre - Alan Faneca, ex giocatore di football americano statunitense
- 7 dicembre - Ivan Franceschini, allenatore di calcio e ex calciatore italiano
- 7 dicembre - Duncan D. Hunter, politico e militare statunitense
- 7 dicembre - Martina Klein, modella, comica e conduttrice televisiva argentina
- 7 dicembre - Manuela Kormann, giocatrice di curling svizzera
- 7 dicembre - Oksana Rachmatulina, ex cestista russa
- 7 dicembre - Sunny Sweeney, cantautrice statunitense
- 7 dicembre - Davide Taini, ex calciatore svizzero
- 7 dicembre - Benoît Tréluyer, ex pilota automobilistico francese
- 7 dicembre - Leif Tsolis, ex calciatore e allenatore di calcio norvegese
- 8 dicembre - Mirko Busto, politico italiano
- 8 dicembre - Laura Sintija Cerniauskaité, scrittrice lituana
- 8 dicembre - Zōī Kōnstantopoulou, politica e avvocatessa greca
- 8 dicembre - Dominic Monaghan, attore britannico
- 8 dicembre - Nirupama Sanjeev, ex tennista e telecronista sportiva indiana
- 8 dicembre - Natalie Stafford, ex cestista australiana
- 8 dicembre - Francesca Zara, ex cestista e allenatrice di pallacanestro italiana
- 9 dicembre - Phil Armour, ex giocatore di football americano statunitense
- 9 dicembre - Maurizio Bonetti, ex fondista di corsa in montagna italiano
- 9 dicembre - Booba, rapper e disc jockey francese
- 9 dicembre - Kevin Daniels, attore statunitense
- 9 dicembre - Jim Finn, ex giocatore di football americano statunitense
- 9 dicembre - Glyn Garner, ex calciatore gallese
- 9 dicembre - René Hoppe, ex bobbista tedesco
- 9 dicembre - Samuele Pampana, ex nuotatore italiano
- 9 dicembre - Prigioniero X, agente segreto israeliano († 2010)
- 10 dicembre - Vyacheslav Amin, ex calciatore kirghiso
- 10 dicembre - Raphaël Astier, pentatleta francese
- 10 dicembre - Álvaro Benito, allenatore di calcio e ex calciatore spagnolo
- 10 dicembre - Stefano Bersola, cantante italiano
- 10 dicembre - Shane Byrne, pilota motociclistico britannico
- 10 dicembre - Alessia Fabiani, attrice, showgirl e ex modella italiana
- 10 dicembre - Tetsuhiro Kina, ex calciatore giapponese
- 10 dicembre - Kuniva, rapper statunitense
- 10 dicembre - Patrick Marxer, ex calciatore liechtensteinese
- 10 dicembre - Evidence, rapper, beatmaker e writer statunitense
- 11 dicembre - Shareef Abdur-Rahim, ex cestista, allenatore di pallacanestro e dirigente sportivo statunitense
- 11 dicembre - Alejandro Allub, ex rugbista a 15 e pediatra argentino
- 11 dicembre - Christian Fliegner, cantante e direttore di coro tedesco
- 11 dicembre - Jacob Friis, allenatore di calcio e ex calciatore danese
- 11 dicembre - Alexie Gilmore, attrice statunitense
- 11 dicembre - Børge Hernes, ex calciatore norvegese
- 11 dicembre - Tat'jana Kotova, lunghista russa
- 11 dicembre - Pascal Ojigwe, ex calciatore nigeriano
- 11 dicembre - Timmy Simons, allenatore di calcio e ex calciatore belga
- 11 dicembre - Jan Veder, ex pentatleta tedesco
- 11 dicembre - Francis Wasi, ex calciatore salomonese
- 12 dicembre - Maren Ade, regista, sceneggiatrice e produttrice cinematografica tedesca
- 12 dicembre - Steve Devine, ex rugbista a 15 e dirigente sportivo australiano
- 12 dicembre - Caroline Ducey, attrice francese
- 12 dicembre - Meinhard Durnwalder, politico italiano
- 12 dicembre - Daniel Hawkins, chitarrista inglese
- 12 dicembre - Jana Ina, modella e conduttrice televisiva brasiliana
- 12 dicembre - Klaus Nöhles, pilota motociclistico tedesco
- 12 dicembre - Lloyd Owusu, ex calciatore inglese
- 12 dicembre - Ivo Rüthemann, ex hockeista su ghiaccio svizzero
- 12 dicembre - Florian Seer, ex sciatore alpino austriaco
- 12 dicembre - Asaka Seto, attrice giapponese
- 12 dicembre - Natalija Verboten, cantante e conduttrice televisiva slovena
- 13 dicembre - Viola Bauer, ex fondista tedesca
- 13 dicembre - Leonardo Beccafichi, disc jockey e produttore discografico italiano
- 13 dicembre - Christofer Fjellner, politico svedese
- 13 dicembre - Daniel Howard, pallavolista australiano
- 13 dicembre - Nenad Mladenović, ex calciatore serbo
- 13 dicembre - Maloy Lozanes, cantante filippina
- 13 dicembre - Mark Paston, ex calciatore neozelandese
- 13 dicembre - Pierantonio Sandri, italiano († 1995)
- 13 dicembre - Radosław Sobolewski, allenatore di calcio e ex calciatore polacco
- 13 dicembre - Evgenij Vorob'ëv, scacchista russo
- 13 dicembre - Rama Yade, politica francese
- 14 dicembre - Sharif Fati Ali Al Mishad, imprenditore e criminale egiziano
- 14 dicembre - Tammy Blanchard, attrice statunitense
- 14 dicembre - Alfie Burden, giocatore di snooker inglese
- 14 dicembre - Carlos Carbonell Pascual, allenatore di judo spagnolo
- 14 dicembre - Yuri, cantante sudcoreana
- 14 dicembre - Ahmed Douhou, velocista ivoriano
- 14 dicembre - Jon Ekstrand, compositore svedese
- 14 dicembre - Santiago Ezquerro, ex calciatore spagnolo
- 14 dicembre - Peter Gade, ex giocatore di badminton danese
- 14 dicembre - Petter Hansson, ex calciatore svedese
- 14 dicembre - Knut Henry Haraldsen, ex calciatore norvegese
- 14 dicembre - Alonso Izaguirre, ex cestista messicano
- 14 dicembre - Giles Terera, attore teatrale e cantante inglese
- 14 dicembre - Igor Tomašić, ex calciatore croato
- 15 dicembre - Baichung Bhutia, allenatore di calcio e ex calciatore indiano
- 15 dicembre - Arijana Boras, sciatrice alpina jugoslava
- 15 dicembre - Dragan Ćeranić, ex cestista serbo
- 15 dicembre - Juan Cruz Légora, rugbista a 15 argentino
- 15 dicembre - Roger García Junyent, ex calciatore spagnolo
- 15 dicembre - Rodolfo Rombaldoni, ex cestista italiano
- 15 dicembre - Melissa Ruscoe, calciatore, rugbista a 15 e allenatore di rugby a 15 neozelandese
- 15 dicembre - Yoo Seung-jun, cantante e attore statunitense
- 15 dicembre - Kanako Ōmura, pallavolista giapponese
- 16 dicembre - Carit Falch, allenatore di calcio danese
- 16 dicembre - Reggie McGrew, ex giocatore di football americano statunitense
- 16 dicembre - Jeff Piccard, allenatore di sci alpino e ex sciatore alpino francese
- 16 dicembre - Ronald Stampfer, ex sciatore alpino austriaco
- 17 dicembre - Éric Bédard, ex pattinatore di short track canadese
- 17 dicembre - Roger Casamajor, attore spagnolo
- 17 dicembre - Nir Davidovich, ex calciatore israeliano
- 17 dicembre - Kate Hewlett, attrice, scrittrice e cantautrice canadese
- 17 dicembre - Kim Sang-sik, allenatore di calcio e ex calciatore sudcoreano
- 17 dicembre - Tracey Mann, politico statunitense
- 17 dicembre - Teedra Moses, cantautrice statunitense
- 17 dicembre - Patrick Müller, ex calciatore svizzero
- 17 dicembre - Andrew Simpson, velista britannico († 2013)
- 17 dicembre - Takeo Spikes, ex giocatore di football americano statunitense
- 17 dicembre - Dóra Szinetár, cantante, attrice teatrale e doppiatrice ungherese
- 17 dicembre - Wojciech Szuchnicki, schermidore polacco
- 17 dicembre - Tiki Taane, cantante e musicista neozelandese
- 17 dicembre - Zsanett Égerházi, attrice pornografica ungherese
- 18 dicembre - Andrea Belicchi, pilota automobilistico italiano
- 18 dicembre - Véronic DiCaire, cantante e imitatrice canadese
- 18 dicembre - Hamed Diallo, ex calciatore ivoriano
- 18 dicembre - Pierre Ducrocq, ex calciatore francese
- 18 dicembre - Valerie Fleming, bobbista statunitense
- 18 dicembre - Andrea Giannini, ex astista italiano
- 18 dicembre - Koyuki Katō, attrice e modella giapponese
- 18 dicembre - Jack Lawrence, bassista statunitense
- 18 dicembre - Lucas Monteverde, giocatore di polo argentino
- 18 dicembre - Patrick Percin, ex calciatore francese
- 18 dicembre - Sun Ribo, ex biatleta cinese
- 18 dicembre - Óscar Torres Martínez, ex cestista venezuelano
- 18 dicembre - Sam Wang, attore, cantante e modello taiwanese
- 19 dicembre - Bindu De Stoppani, regista e attrice italiana
- 19 dicembre - Carlos Fangueiro, allenatore di calcio e ex calciatore portoghese
- 19 dicembre - Theo Lucius, allenatore di calcio e ex calciatore olandese
- 19 dicembre - Karl Paquette, ex ballerino francese
- 19 dicembre - Idris Saïdou, giocatore di beach soccer francese
- 20 dicembre - Cristian Adami, ex calciatore italiano
- 20 dicembre - Jang Hyuk, attore sudcoreano
- 20 dicembre - Ron Leshem, scrittore e sceneggiatore israeliano
- 20 dicembre - Dumisani Mpofu, ex calciatore zimbabwese
- 20 dicembre - Nenad Vučković, ex calciatore croato
- 21 dicembre - Mark Dickel, ex cestista e allenatore di pallacanestro neozelandese
- 21 dicembre - Miloš Gligorijević, allenatore di pallacanestro serbo
- 21 dicembre - Miréla Manjani, ex giavellottista albanese
- 21 dicembre - Monica Maxwell, ex cestista e allenatrice di pallacanestro statunitense
- 21 dicembre - R.W. McQuarters, ex giocatore di football americano statunitense
- 21 dicembre - Devis Mukaj, dirigente sportivo, ex calciatore e allenatore di calcio albanese
- 21 dicembre - Vincent Pelletier, schermidore canadese
- 21 dicembre - Jarred Rome, discobolo statunitense († 2019)
- 22 dicembre - Patrick Heuscher, ex giocatore di beach volley svizzero
- 22 dicembre - Derek Hood, ex cestista statunitense
- 22 dicembre - Aya Takano, artista e pittrice giapponese
- 22 dicembre - Afida Turner, cantautrice, attrice e produttrice discografica francese
- 22 dicembre - Jayson Wells, ex cestista statunitense
- 23 dicembre - Stefano Bonetti, pilota motociclistico italiano
- 23 dicembre - Kris Brown, giocatore di football americano statunitense
- 23 dicembre - Julija Čepalova, ex fondista russa
- 23 dicembre - Gilberto de Godoy, pallavolista brasiliano
- 23 dicembre - Joanna Hayes, ex ostacolista statunitense
- 23 dicembre - Sergej Jakirović, allenatore di calcio e ex calciatore bosniaco
- 23 dicembre - Torsten Jansen, allenatore di pallamano e ex pallamanista tedesco
- 23 dicembre - Kyle Kinane, comico e attore statunitense
- 23 dicembre - Vjačeslav Kunaev, ex biatleta russo
- 23 dicembre - Riccardo Marchesi, allenatore di pallavolo italiano
- 23 dicembre - Dīmītrīs Maurogenidīs, ex calciatore greco
- 23 dicembre - Silvio Pedro Miñoso, ex calciatore cubano
- 23 dicembre - Jamie Noble, ex wrestler statunitense
- 23 dicembre - Mikael Samuelsson, hockeista su ghiaccio svedese
- 23 dicembre - Meca Tanaka, fumettista giapponese
- 23 dicembre - Matteo Taranto, attore e regista italiano
- 24 dicembre - Serkan Altunorak, attore e doppiatore turco
- 24 dicembre - Linda Ferga-Khodadin, ex ostacolista e lunghista francese
- 24 dicembre - Ángel Matos, taekwondoka cubano
- 24 dicembre - Evan Osnos, giornalista e scrittore statunitense
- 24 dicembre - María José Siri, soprano uruguaiano
- 24 dicembre - Riki van Steeden, allenatore di calcio e ex calciatore neozelandese
- 24 dicembre - Mario Tani, regista cinematografico e produttore cinematografico italiano
- 24 dicembre - Nicoletta Verna, scrittrice italiana
- 24 dicembre - Svetlana Žuchová, scrittrice slovacca
- 25 dicembre - Armin van Buuren, disc jockey, produttore discografico e conduttore radiofonico olandese
- 25 dicembre - Carlos Eduardo Gutiérrez, ex calciatore uruguaiano
- 25 dicembre - Sheila Heti, scrittrice canadese
- 25 dicembre - Tuomas Holopainen, tastierista, pianista e compositore finlandese
- 25 dicembre - Abubakari Kankani, ex calciatore ghanese
- 25 dicembre - Jason Klein, ex cestista statunitense
- 25 dicembre - Lee Eun-sil, ex tennistavolista sudcoreana
- 25 dicembre - Petar Metličić, ex pallamanista e allenatore di pallamano croato
- 25 dicembre - Seok Eun-mi, ex tennistavolista sudcoreana
- 26 dicembre - Emmanuel Babayaro, dirigente sportivo e ex calciatore nigeriano
- 26 dicembre - Andy Delmore, allenatore di hockey su ghiaccio e ex hockeista su ghiaccio canadese
- 26 dicembre - Lea De Mae, tuffatrice e attrice pornografica ceca († 2004)
- 26 dicembre - Tim James, ex cestista e allenatore di pallacanestro statunitense
- 26 dicembre - Kirilo Ìvanovič Karabicʹ, direttore d'orchestra ucraino
- 26 dicembre - Janina Karol'čyk-Pravalinskaja, pesista bielorussa
- 26 dicembre - Jake Wetzel, canottiere canadese
- 27 dicembre - Cora Brinkmann, modella e conduttrice televisiva tedesca
- 27 dicembre - Gualtiero Cannarsi, dialoghista e direttore del doppiaggio italiano
- 27 dicembre - Manuel Ciavatta, politico sammarinese
- 27 dicembre - Curro Torres, allenatore di calcio e ex calciatore spagnolo
- 27 dicembre - Nikolaos Geōrgeas, ex calciatore greco
- 27 dicembre - Hao Wei, allenatore di calcio e ex calciatore cinese
- 27 dicembre - Aaran Lines, ex calciatore neozelandese
- 27 dicembre - Tamar Maoz, ex cestista israeliana
- 27 dicembre - Annalisa Minetti, cantautrice, atleta paralimpica e modella italiana
- 27 dicembre - Piotr Morawski, alpinista polacco († 2009)
- 27 dicembre - Daimí Pernía, ex ostacolista cubana
- 27 dicembre - Maurizio Pugliesi, allenatore di calcio e ex calciatore italiano
- 27 dicembre - Abdul Rahman Mahmoud, ex calciatore qatariota
- 27 dicembre - Celo Lifetu Selengue, ex cestista della Repubblica Democratica del Congo
- 27 dicembre - Aaron Stanford, attore statunitense
- 28 dicembre - Socalled, rapper e produttore discografico canadese
- 28 dicembre - Eric Griffin, musicista statunitense
- 28 dicembre - Róbert Hanko, ex calciatore slovacco
- 28 dicembre - Brendan Hines, attore e cantautore statunitense
- 28 dicembre - Patrik Ježek, ex calciatore ceco
- 28 dicembre - Anna Kańtoch, scrittrice polacca
- 28 dicembre - Joe Manganiello, attore statunitense
- 28 dicembre - Trond Nymark, ex marciatore norvegese
- 28 dicembre - Andy Potts, triatleta statunitense
- 28 dicembre - Pablo Trobbiani, ex calciatore argentino
- 28 dicembre - Ben Tune, ex rugbista a 15 australiano
- 28 dicembre - Mikael Wahlberg, ex hockeista su ghiaccio svedese
- 29 dicembre - Claudio Calia, fumettista italiano
- 29 dicembre - Steve Cooreman, ex calciatore belga
- 29 dicembre - Dome Karukoski, regista finlandese
- 29 dicembre - John Kelai, ex maratoneta keniota
- 29 dicembre - Clara Khoury, attrice palestinese
- 29 dicembre - Mouna Khriji, ex cestista tunisina
- 29 dicembre - Filip Kuba, ex hockeista su ghiaccio ceco
- 29 dicembre - Danny McBride, attore, sceneggiatore e produttore cinematografico statunitense
- 29 dicembre - Sandee, cantante svizzera
- 30 dicembre - Hadi Soua'an Al-Somaily, ex ostacolista saudita
- 30 dicembre - Amra Đapo, ex cestista croata
- 30 dicembre - Kastro, rapper statunitense
- 30 dicembre - Patrick Kerney, ex giocatore di football americano statunitense
- 30 dicembre - Wilson Oruma, ex calciatore nigeriano
- 30 dicembre - Terrance Roberson, ex cestista statunitense
- 31 dicembre - Ibrahima Bakayoko, ex calciatore ivoriano
- 31 dicembre - Frédérique Bangué, ex velocista e giornalista francese
- 31 dicembre - Günther Beck, ex biatleta austriaco
- 31 dicembre - Steve Byers, attore canadese
- 31 dicembre - Patricio Galaz, ex calciatore cileno
- 31 dicembre - Ali Ouédraogo, ex calciatore burkinabé
- 31 dicembre - Fulvio Paganin, direttore artistico, produttore cinematografico e regista italiano
- 31 dicembre - Chris Terrio, regista e sceneggiatore statunitense
- 31 dicembre - Ivan Woods, ex calciatore maltese
- 31 dicembre - Ceza, rapper turco